# Darren Manning

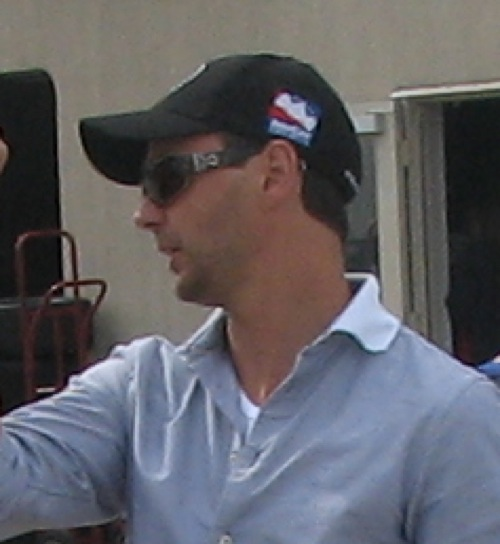
Darren Manning in 2009

Darren Manning (Yorkshire, 30 april 1972) is een Brits autocoureur.
Manning begon zijn carrière in de karting op tienjarige leeftijd, zowel in internationale als Britse races. Hij nam in 1992 aan de Formule First Winter Series, waarin hij tweede werd. In 1993 reed hij in de Formule Vauxhall, waarin hij twee races won en opnieuw tweede werd. Hij bleef in deze klasse in 1994 en 1995 waarna hij in 1996 en 1997 in de Formule 3 ging rijden. Hij racete slechts een beperkt aantal races maar hij wist er wel twee te winnen.
In 1999 ging Manning in de All-Japan F3 rijden. Hij was ook de eerste rijder die van start tot finish leidde in de Grand Prix van Macau sinds Ayrton Senna. Hij testte ook voor Williams. In 2000 ging hij in de Formule 3000 rijden. Tezelfdertijd was hij testrijder voor BAR.
Hij ging in 2002 in de ASCAR rijden en reed eenmaal in de CART, een race waarin hij achttien ronden op kop reed en negende eindigde. Hij kon hierna fulltime aan de slag in de CART in 2003 voor het team van Derrick Walker. Hij behaalde dat seizoen één podium en een negende plaats in het eindklassement. Hij stapte over naar de Indy Racing League en ging rijden voor Chip Ganassi. Hij behaalde acht keer de top-10 en werd elfde in het kampioenschap. Zijn contract werd echter ontbonden midden 2005.
Hierna ging hij in de A1 Grand Prix rijden op Shanghai, waar hij Robbie Kerr verving en ervoor zorgde dat A1 Team Groot-Brittannië de derde plaats in het algemeen klassement kon behouden. In 2006 reed hij ook voor RJN Motorsport in het FIA GT Kampioenschap met een Nissan 350Z.
Hij ging hierna voltijds aan de slag voor het A1 Grand Prix-team van Groot-Brittannië, samen met Robbie Kerr en Oliver Jarvis. Hij stapte opnieuw over naar de Indy Racing League voor het seizoen 2007. Hij ging rijden voor A.J. Foyt Enterprises. Hij reed ook in de 24 uur van Daytona waarin hij tweede eindigde.